# Chalkopyrit
Chalkopyrit, veraltet auch als Kupferkies, Gelbkies, pyrites aureo colore oder geelkis bekannt, ist ein sehr häufig anzutreffendes Mineral aus der Mineralklasse der „Sulfide und Sulfosalze“ mit der chemischen Formel CuFeS2. Die Verbindung besteht also aus je einem Teil Kupfer und Eisen sowie zwei Teilen Schwefel und ist damit chemisch gesehen ein Kupfer-Eisen-Sulfid.
Chalkopyrit kristallisiert im tetragonalen Kristallsystem und entwickelt meist tetraedrische Kristalle sowie Durchdringungs- oder zyklische Zwillinge, aber auch massige oder traubige Mineral-Aggregate von gold- bis messingähnlicher Farbe. Auf der Strichtafel hinterlässt er allerdings eine grünlichschwarze bis schwarze Strichfarbe. Die Kristalle sind in jeder Form undurchsichtig (opak) und zeigen auf den Oberflächen einen metallischen Glanz.
Mit einer Mohshärte von 3,5 bis 4 gehört Chalkopyrit zu den mittelharten Mineralen, die sich ähnlich wie das Referenzmineral Fluorit (Härte 4) leicht mit einem Taschenmesser ritzen lassen. Auf mechanische Belastungen reagiert das Mineral jedoch spröde und bricht  muschelig bis uneben wie Glas.

## Etymologie und Geschichte
Chalkopyrit wurde erstmals 1725 durch Johann Friedrich Henckel wissenschaftlich beschrieben und nach den griechischen Worten chalkos für Kupfer und pyros für Feuer benannt.
Eine ältere, von Georgius Agricola stammende Bezeichnung (Kupfer)kies (auch -kis, lateinisch: pyrites) bezieht sich als Sammelbegriff auf alle harten Schwefel-, Arsen- und Antimon-Metallsulfide.

## Klassifikation
Bereits in der veralteten 8. Auflage der Mineralsystematik nach Strunz gehörte der Chalkopyrit zur Mineralklasse der „Sulfide und Sulfosalze“ und dort zur Abteilung der „Sulfide mit dem Stoffmengenverhältnis Metall (M) : Schwefel (S) = 1 : 1“, wo er als Namensgeber die „Chalkopyrit-Reihe“ mit der System-Nr. II/B.02 mit den weiteren Mitgliedern Gallit, Raguinit, Roquesit und Talnakhit (ehemals Roquésit) bildete.
Im Lapis-Mineralienverzeichnis nach Stefan Weiß, das sich aus Rücksicht auf private Sammler und institutionelle Sammlungen noch nach dieser klassischen Systematik von Karl Hugo Strunz richtet, erhielt das Mineral die System- und Mineral-Nr. II/C.03-10. In der „Lapis-Systematik“ entspricht dies der Abteilung „Sulfide mit dem Stoffmengenverhältnis Metall : S,Se,Te ≈ 1 : 1“, wo Chalkopyrit ebenfalls als Namensgeber die „Chalkopyrit-Gruppe“ mit den weiteren Mitgliedern Eskebornit, Gallit, Laforêtit, Lenait, Roquesit und Shenzhuangit bildet (Stand 2018).
Auch die seit 2001 gültige und von der International Mineralogical Association (IMA) bis 2009 aktualisierte 9. Auflage der Strunz’schen Mineralsystematik ordnet den Chalkopyrit in die Abteilung der „Metallsulfide, M : S = 1 : 1 (und ähnliche)“ ein. Diese ist allerdings weiter unterteilt nach den in der Verbindung vorherrschenden Metallen, so dass das Mineral entsprechend seiner Zusammensetzung in der Unterabteilung „mit Zink (Zn), Eisen (Fe), Kupfer (Cu), Silber (Ag) usw.“ zu finden ist, wo es ebenfalls zusammen mit Eskebornit, Gallit, Laforêtit, Lenait und Roquesit die „Chalkopyritgruppe“ mit der System-Nr. 2.CB.10a bildet.
Die vorwiegend im englischen Sprachraum gebräuchliche Systematik der Minerale nach Dana ordnet den Chalkopyrit in die Klasse der „Sulfide und Sulfosalze“ und dort in die Abteilung der „Sulfidminerale“ ein. Hier ist er zusammen mit Eskebornit, Gallit, Roquesit, Lenait und Laforêtit in der „Chalkopyritgruppe (Tetragonal: I42d)“ mit der System-Nr. 02.09.01 innerhalb der Unterabteilung „Sulfide – einschließlich Selenide und Telluride – mit der Zusammensetzung AmBnXp, mit (m+n):p=1:1“ zu finden.

## Chemismus
Chalkopyrit hat eine theoretische Zusammensetzung von 34,6 % Kupfer, 30,5 % Eisen und 34,9 % Schwefel und ist in der Natur meist rein zu finden. Er kann jedoch als Beimengung (Verunreinigung) Spuren von Gold, Silber und überschüssigem Eisen enthalten.

## Kristallstruktur
Chalkopyrit kristallisiert tetragonal in der Raumgruppe I42d (Raumgruppen-Nr. 122) mit den Gitterparametern a = 5,29 Å und c = 10,42 Å sowie 4 Formeleinheiten pro Elementarzelle.
In der Kristallstruktur wird das Eisen dabei tetraedrisch von vier Schwefelatomen im perfekten Tetraederwinkel von 109,47° koordiniert. Die Geometrie des Kupfers ist die eines abgeflachten Tetraeders, wobei die S-Cu-S-Winkel 108,68° beziehungsweise 111,06° betragen.
Aus den röntgenkristallographischen Strukturanalysen kann abschließend keine eindeutige Angabe zu den Oxidationszuständen des Eisens beziehungsweise des Kupfers gemacht werden. Es wird angenommen, dass die effektive Ionenladung zwischen Cu+Fe3+(S2−)2 und Cu2+Fe2+(S2−)2 liegt.
| Kristallstruktur von Chalkopyrit |
| - mit Blickrichtung parallel zur a-Achse - mit Blickrichtung parallel zur b-Achse - mit Blickrichtung parallel zur c-Achse - räumliche Darstellung in der kristallographischen Standardausrichtung |
| Farbtabelle: _ Cu 0 _ Fe 0 _ S |

## Eigenschaften

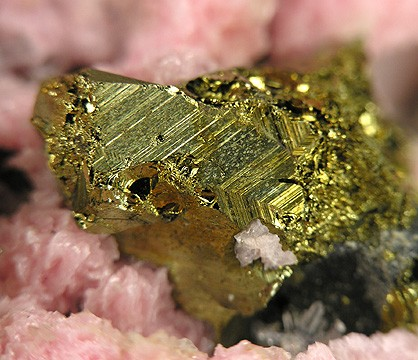
Goldfarbiger Chalkopyrit auf Rhodochrosit aus Starnitsa, Bulgarien

Das Mineral wird zuweilen wegen seines goldfarbenen Glanzes und seiner tetraederförmigen Zwillingsbildung (Durchdringungszwillinge zweier Sphenoeder; Sphenoid= keilförmige Kristallform) mit dem kubischen Pyrit verwechselt. Chalkopyrit ist aber von stärkerer gelblicher Farbe und läuft durch Verwitterung mit der Zeit buntfarbig an. Von Laien wird Chalkopyrit auch mit Gold verwechselt.
Vor dem Lötrohr auf Kohle gelegt, schmilzt Chalkopyrit leicht zu einer grauschwarzen, magnetischen Kugel. Er reagiert nicht auf Salzsäure (HCl), löst sich aber in Salpetersäure (HNO3) unter Abscheidung von Schwefel.
Chalkopyrit wandelt sich ab 550 °C in das kubisch kristallisierende β-Chalkopyrit um.

## Bildung und Fundorte

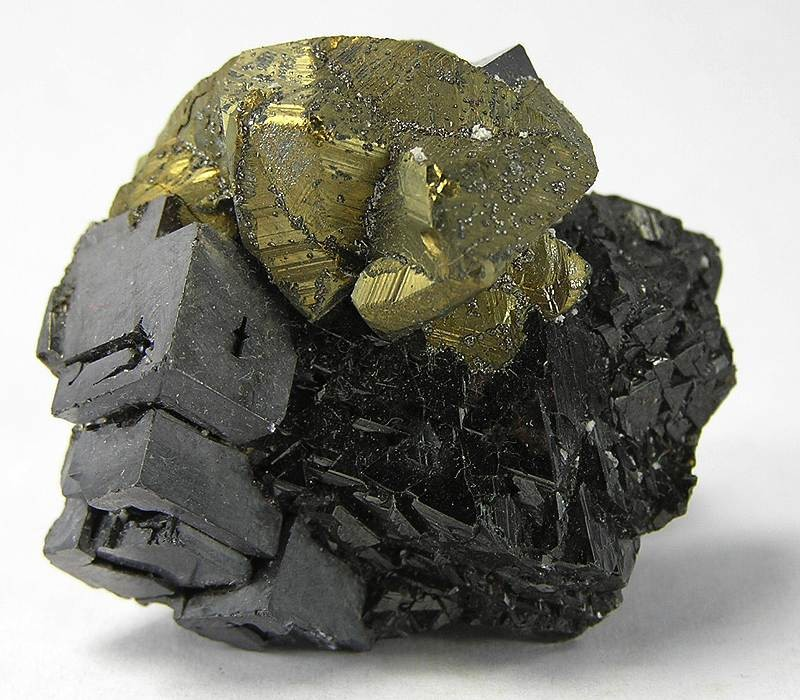
Typische Paragenese aus Chalkopyrit, Galenit und Sphalerit aus den „Huaron Minen“, Provinz Daniel Alcides Carrión, Region Pasco, Peru (Größe: 4,3 cm × 3,2 cm × 1,8 cm)

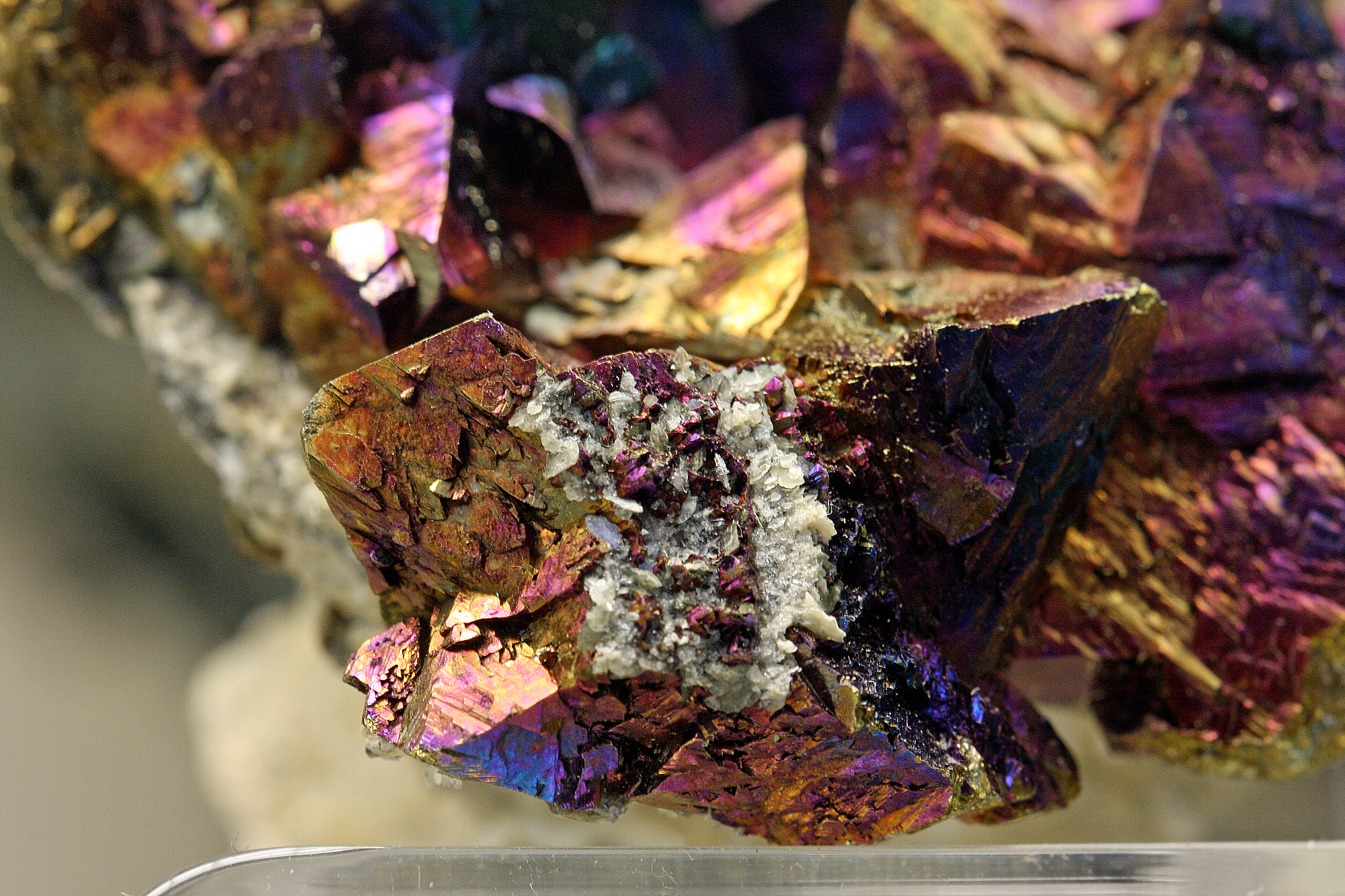
Stark buntfarbig angelaufener Chalkopyrit aus der Grube Georg im Westerwald – Ausgestellt im Mineralogischen Museum der Uni Bonn

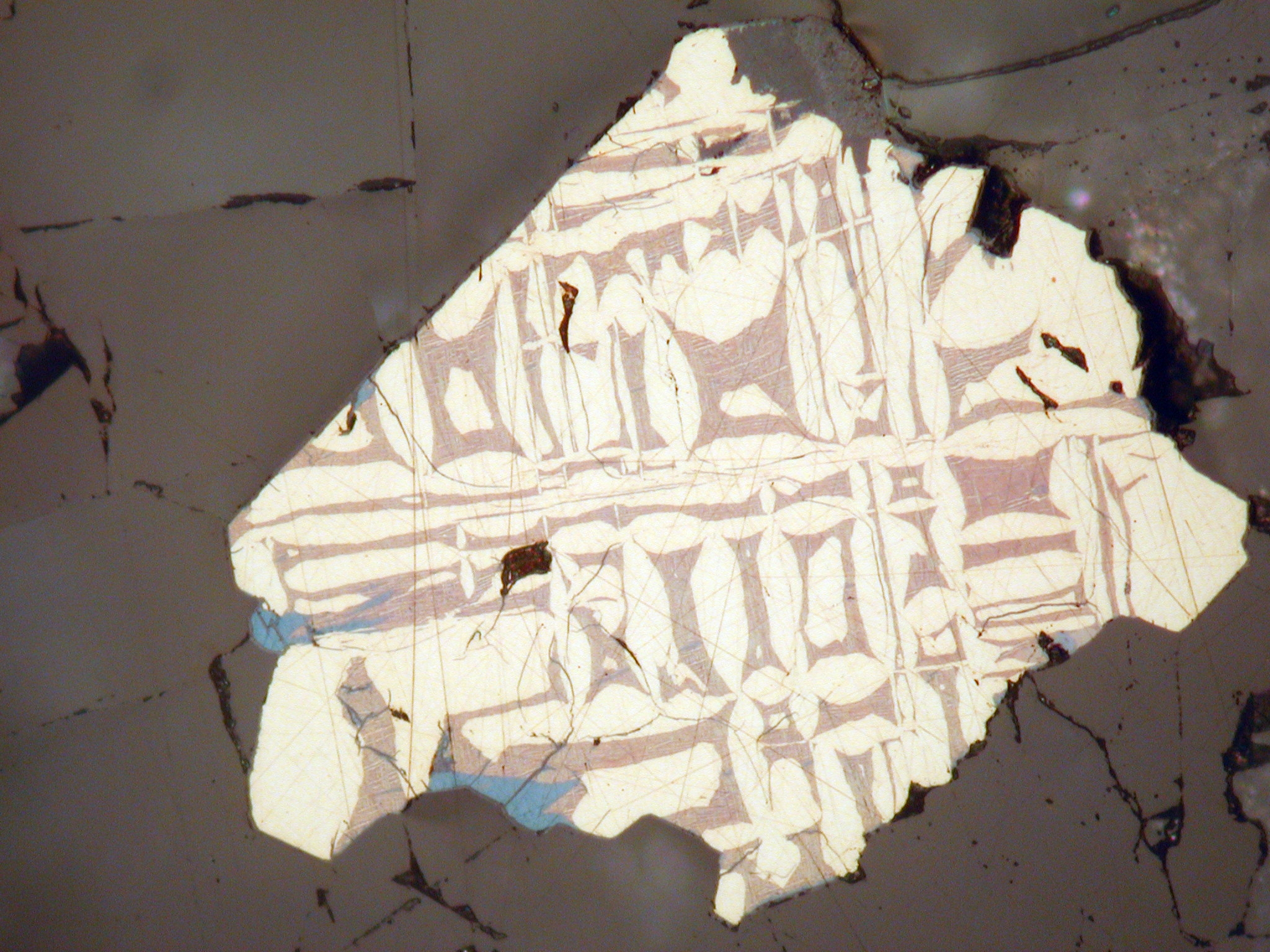
Chalkopyritkristall (gelb) mit Entmischungen von Bornit (braun) in Baryt von der Mt. Mulga Baryt-Mine, Südaustralien (erzmikroskopische Aufnahme, Bildbreite 0,74 mm)

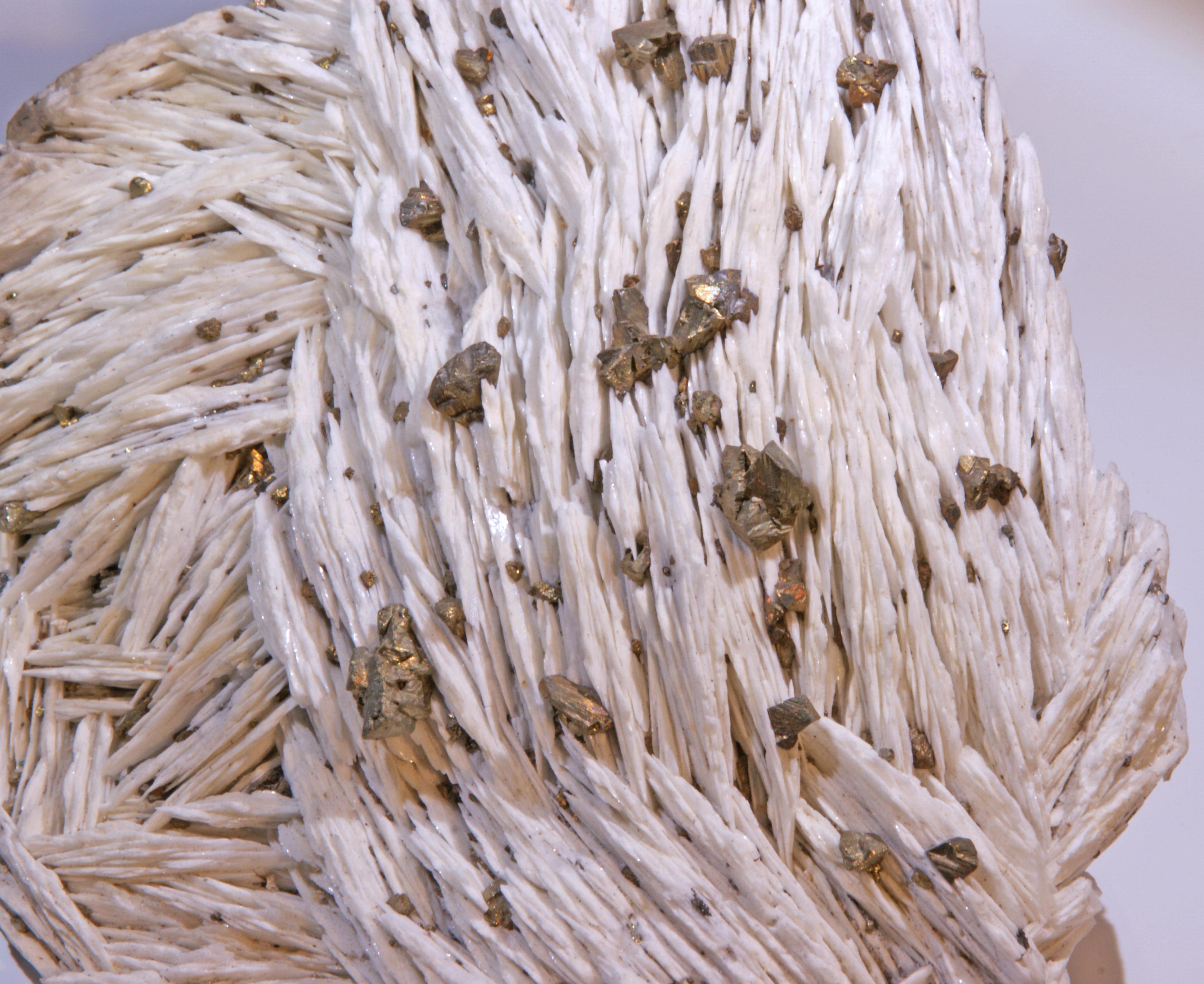
Chalkopyrit auf Baryt aus der Schwerspatgrube Dreislar

Chalkopyrit bildet sich in hydrothermalen Lagerstätten, vor allem in porphyrischen Kupferlagerstätten und in schichtförmigen Cu-(Co-Ag)-Lagerstätten, aber untergeordnet auch in orthomagmatischen Lagerstätten. Kleine Mengen Kupferkies werden in magmatischen Gesteinen, vor allem in mafischen Gesteinen gefunden. Er tritt meist in Paragenese mit Bornit und Pyrit auf, mit denen er aufgrund der ähnlichen Farben bzw. Anlauffarben gelegentlich verwechselt wird, aber auch mit vielen weiteren Kupfer- oder anderen Metallsulfiden wie unter anderem Sphalerit, Galenit und Tetraedrit sowie allgemein mit Baryt, Calcit, Dolomit und Quarz. In Gängen, vor allem in magmatisch-hydrothermalen Lagerstätten, kann Chalcopyrit massive Aggregate, oft aber auch gut ausgebildete Kristalle bilden.
Das Mineral geht durch Verwitterung in Brauneisenstein, Ziegelerz, Kupferpecherz und andere Kupfersalze wie Malachit, Azurit und Chalkanthit über.
Als sehr häufig vorkommende Mineralbildung konnte Chalkopyrit bereits an vielen Fundorten weltweit nachgewiesen werden, wobei bisher über 25.000 Fundorte bekannt sind (Stand 2015).
Besonders bekannt aufgrund außergewöhnlicher Chalkopyritfunde ist unter anderem die Nikolai-Mine bei Dalnegorsk in Russland, wo Kristalle von bis zu 40 cm Größe entdeckt wurden. Bis zu 12 cm große Kristalle und Stufen traten in den japanischen Gruben Arakawa bei Kyōwa (heute Daisen) und Osarizawa bei Kazuno in der Präfektur Akita auf Honshū zutage.
Weitere Fundorte liegen unter anderem in Afghanistan, Ägypten, Albanien, Argentinien, Armenien, Aserbaidschan, Australien, Belgien, Bolivien, Brasilien, Bulgarien, Chile, China, Deutschland, Ecuador, Finnland, Frankreich, Griechenland, Grönland, Indien, Indonesien, Iran, Irland, Italien, Japan, Kambodscha, Kanada, Kasachstan, Kolumbien, Demokratische Republik Kongo, Nord- und Südkorea, Kuba, Madagaskar, Marokko, Mexiko, Myanmar, Namibia, Neuseeland, Norwegen, Österreich, Papua-Neuguinea, Peru, Philippinen, Polen, Portugal, Rumänien, Russland, Sambia, Schweden, Schweiz, Simbabwe, Slowakei, Spanien, Südafrika, Tschechien, Türkei, Ukraine, Ungarn, dem Vereinigten Königreich (Großbritannien), den Vereinigten Staaten von Amerika (USA), Vietnam und Zypern.
Auch in den aktuellen Äquivalenten von vulkanogenen Massivsulfid-Lagerstätten (VMS) im Mittelatlantischen, Zentralindischen und Ostpazifischen Rücken ist Chalkopyrit ein wichtiger Bestandteil. In Basalten auf dem Mond tritt Chalkopyrit in kleinsten Mengen auf.

## Verwendung

### Rohstoff
Chalkopyrit ist eines der wirtschaftlich bedeutendsten Kupfererzmineralien; nicht so sehr wegen seines Kupfer-Gehalts (etwa 34 Gew.%), sondern wegen seiner weiten Verbreitung.
Verschiedene Stoffe aus der Gruppe der Chalkopyrite, der auch Chalkopyrit selbst angehört, können als aktives Material in Solarzellen verwendet werden. Bisher (Stand 2009) dominieren hier Mischungen der Chalkopyrite aus Kupfer, Indium, Gallium, Selen und Schwefel, Cu(In,Ga)(Se,S)2. Häufig werden diese Solarzellen unabhängig von ihrer genauen Zusammensetzung dem allgemeinen Oberbegriff CIGS-Solarzelle zugeordnet.

### Schmuckstein

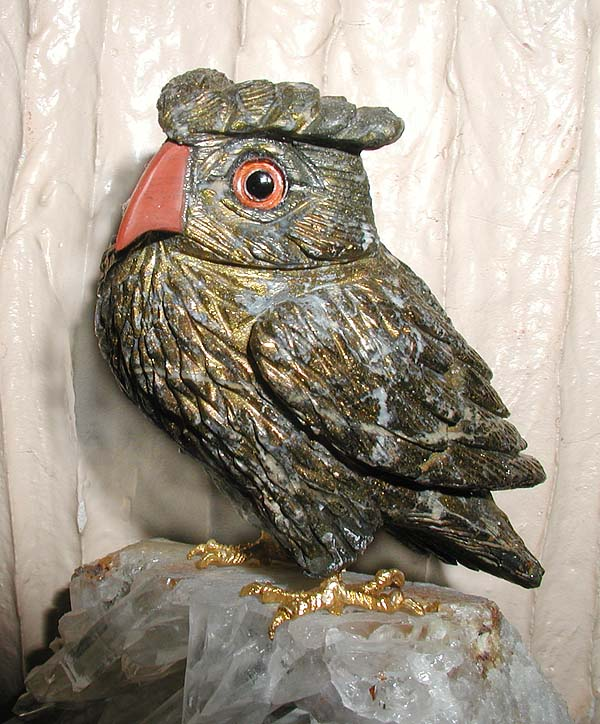
Chalkopyrit-Eule auf einem Sockel aus Quarz

Für den kommerziellen Gebrauch als Schmuckstein ist Chalkopyrit aufgrund seiner geringen Härte nicht geeignet, da er leicht beschädigt werden kann (Kratzer, Abrieb). Für Sammler wird er aber dennoch gelegentlich in Form von Cabochon-Anhängern oder Trommelsteinen und Handschmeichlern angeboten.
Auch zu kunstgewerblichen Gegenständen kann Chalkopyrit ähnlich wie Speckstein gut verarbeitet werden.